# VIe siècle

Voir aussi : Liste des siècles, Chiffres romains
Le VIe siècle (ou 6e siècle) commence le 1er janvier 501 et finit le 31 décembre 600.

## Événements

### Afrique

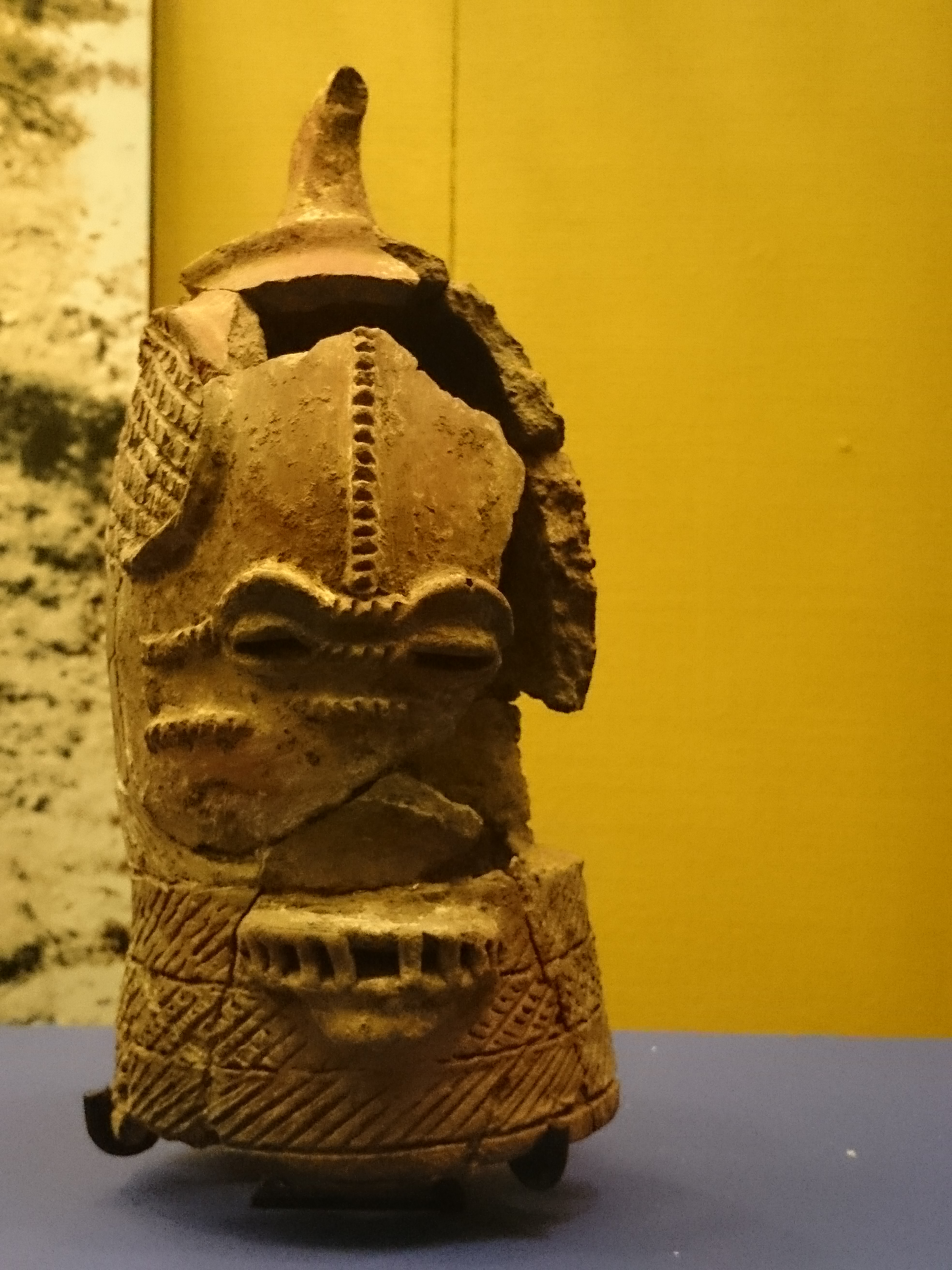
Une des sept têtes de Lydenburg, les plus anciens exemples connus de sculpture africaine en Afrique australe, vers 500-700.

- Selon une inscription en grec de la fin du Ve ou du début du VIe siècle, le roi nubien Silco, « basilikos des Nobates », extermine les Blemmyes, alliés des Éthiopiens, qui occupaient les déserts de la mer Rouge jusqu’aux approches de l’Égypte[1]. Bientôt les Bedja envahissent le désert, coupant Aksoum de ses liens avec le Nord[2]. Dès la fin du VIIe siècle, ils se mettent à piller et occuper le plateau érythréen.
- Vers 500 : les Bantous atteignent le Limpopo et arrivent en Afrique du Sud avec leur fer et leur bétail domestiqué (site de Lydenburg)[3].
- Vers 570-580 : après le déclin de Méroé, trois royaumes chrétiens se constituent en Nubie et au Soudan nilotique, soutenus par les Byzantins[4] : le royaume de Nobatia au nord (capitale Ballana), de Makurie en Nubie (capitale Dongola) et d’Alodia (Aloa, capitale Soba, au sud de la VIe cataracte) au Soudan. Ils subsistent jusqu’aux XIVe – XVe siècles. Dongola, capitale de Makurie, est le point de départ de la piste du Tchad via le Darfour.

- 578 : les Éthiopiens du royaume d’Aksoum sont définitivement chassés d’Arabie par les Perses. Le commerce maritime en mer Rouge se raréfie au profit du trafic caravanier par La Mecque[5]. Le royaume s’affaiblit (VIe – VIIe siècles). L’expansion de l’islam l’oblige à se tourner vers le sud.
- VIe – VIIe siècle : métallurgie, culture du sorgho et des doliques à œil noir en Zambie et au Zimbabwe (sites de Chondwe dans le Copperbelt, Kapwirimbwe près de Lusaka et Kalundu près de Kalomo)[6],[7].

### Amérique
- Vers 450-650 : apogée de Teotihuacán, au Mexique (Teotihuacán III) ; sa population atteint environ 125 000 à 200 000 habitants[8]. À la fin de la période classique ancienne en Mésoamérique, son influence se fait sentir en territoire Maya, à plus de 1 100 km : des comptoirs commerciaux et des villes sont édifiés dans le style de Teotihuacán, comme à Kaminaljuyú[9].
- 500-750 : troisième période des vanniers (Basketmaker III) dans le sud-ouest des actuels États-Unis[10].
- Vers 500-700 : les Chumash, établis aux environs de Santa Barbara, de Ventura et des Channel Islands en Californie adoptent de grands canots en planches de séquoia cousues (tomol (en)) qui leur permettent de pêcher en haute mer à 100 km des côtes[11].

### Asie et Pacifique
- 507 et 554 : construction des bouddhas gigantesques du monastère rupestre de Bâmiyân en Afghanistan, de 35 et 53 mètres de haut[12]. Les statues étaient recouvertes d’or et décorées de vêtements précieux.
- 535 :
  - explosion du Krakatoa[13].
  - introduction officielle du bouddhisme au royaume du Silla en Corée[14] ; il devient une force puissante et inspire fortement la vie intellectuelle et artistique.
- 538-710 : période Asuka au Japon après l'introduction officielle du bouddhisme au Yamoto[15].

- 543 : début de la dynastie Châlukya de Vatapi[16] ; les dynasties Châlukya règnent sur la partie occidentale de l’Inde et le Dekkan jusqu’en 1297. Leur fondateur Pulakeshim Ier déplace la capitale de Aiholi à Bâdâmi (550-760). Ses successeurs prendront pied dans le Gujerat et en pays Andhra puis imposeront leur suprématie.
- Vers 550 :
  - fin de l’empire Gupta en Inde. Le royaume de Magadha est dirigé jusqu’au VIIIe siècle par une dynastie Gupta qui ne semble pas avoir de parenté (le premier nom de roi connu est celui de Krishnagupta, vers 490-505). De nombreuses dynasties locales reprennent de l’importance, comme celle des Maitrakas (en) dans le Gujerat ou celle des Vardhana à Thânesar[17].
  - au Cambodge, le Chenla prend son indépendance vis-à-vis du Funan, qu'il annexe en 598[18].
- 552-710 : période Asuka au Japon.

- Pushyabhuti fonde la dynastie des Vardhamana (en) qui règne à Thaneshwar (en), près de Lahore (Pendjab). Prabhakara-Vardhana (en) (vers 580-605), un de ses successeurs, fils d’une princesse Gupta, réussit à étendre son influence après avoir lancé des raids victorieux contre les Huns[19],[20].

- Début supposé des premières migrations des Roms du nord de l’Inde. Ils parlent un dialecte hindi d’origine indo-européenne[21].

### Europe
- VIe – VIIe siècle : apparition de places fortes aux remparts de bois et de boue dans le Sud de la Pologne (castra)[22]. Des tribus Slaves occidentales (Polanes, Vislanes, Slézanes, Poméraniens, Mazoviens) s’établissent à l’est de l’Oder, entre Baltique et Carpates[23] (Les Polanes autour de Gniezno, les Vislanes autour de Cracovie). Les migrations slaves repoussent vers le nord les peuples baltiques.

- 496 : Clovis Ier bat les Alamans à la bataille de Tolbiac en portant secours aux Francs rhénans et étend le royaume franc à l'Est. C'est après cette bataille qu'il se convertit au christianisme[24]. Les Francs concluent un pacte avec les Armoricains et les Bretons, afin de sécuriser l'ouest du Royaume.
- 507 : bataille de Vouillé[24]. Clovis repousse les Wisigoths au sud des Pyrénées et annexe l'Aquitaine à son royaume.
- 508 : 
  - après la perte de Toulouse, Tolède devient la capitale du Royaume wisigoth, qui domine la péninsule Ibérique. Le Royaume wisigoth d’Espagne entre dans une période de prospérité et se maintient jusqu’à la conquête musulmane en 711.
  - Clovis fait de Paris (anciennement Lutèce) sa capitale[24].

Carte de la situation du royaume franc à l'arrivée de Clovis Ier au pouvoir, en 481.
Expansion successive du royaume franc par Clovis Ier.
Situation du royaume franc à la mort de Clovis Ier. Le royaume est divisé entre ses fils.

- 525 : à la demande du pape Jean Ier, Denys le Petit publie des Tables pascales, résultat de ses travaux sur le comput. Il décide de compter les années à partir de l'incarnation du Christ. Très progressivement l'Europe chrétienne va commencer à décompter les années à partir de la date de naissance supposée du Christ, inaugurant l'ère chrétienne toujours en usage, aujourd'hui aussi appelée notre ère ou ère commune[25].

- 529 : fondation de l'ordre bénédictin par Benoît de Nursie[26].

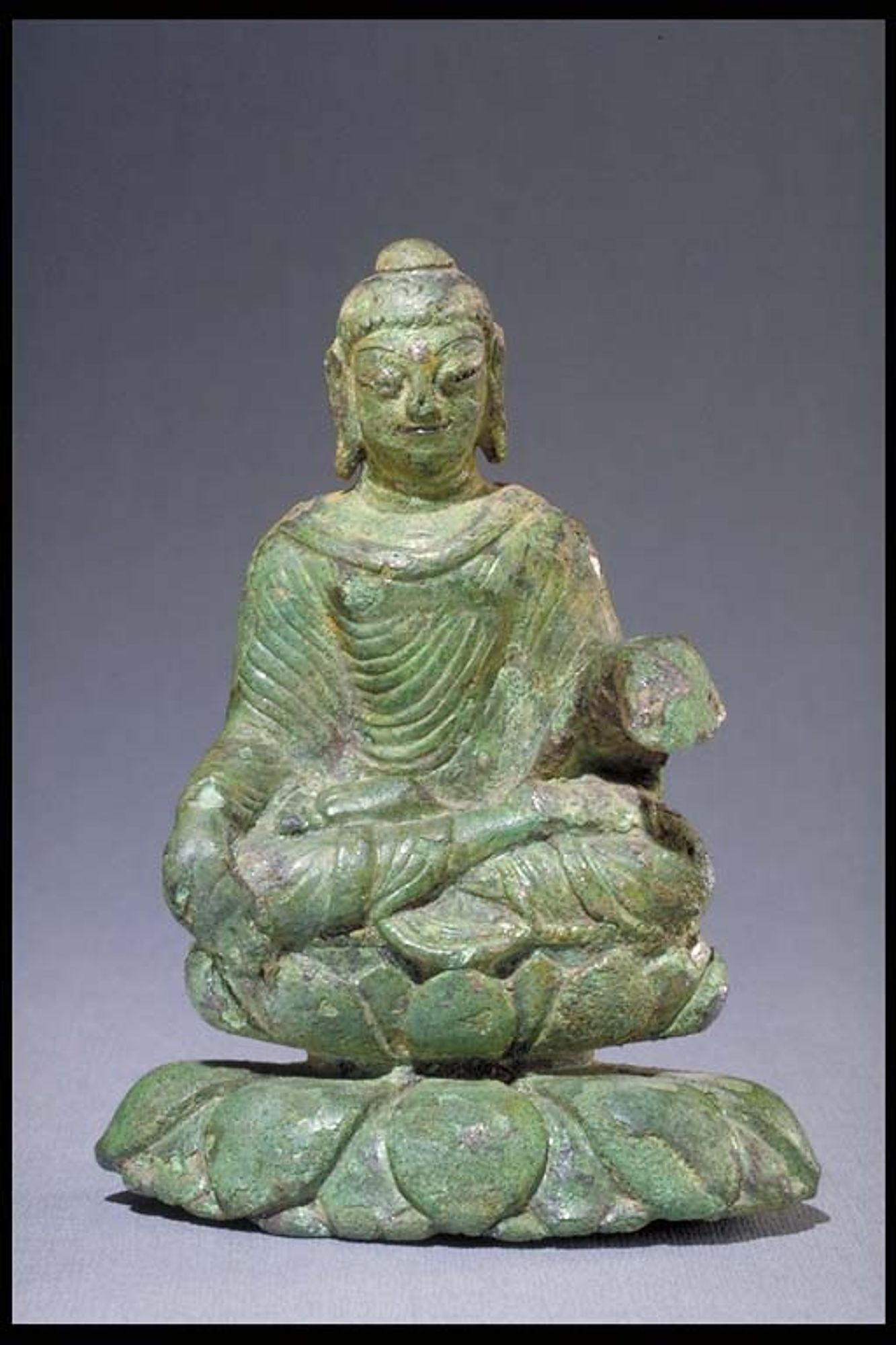
Bouddha d’Helgö, VIe siècle.

- 550-800 : âge de Vendel en Scandinavie, du nom d’un site archéologique suédois[27]. Activité du port d’Helgö (île du lac Mälar, en Suède) pendant la période de Vendel. Il commerce avec l’Europe de l’ouest et les pays baltes, mais aussi avec la Méditerranée, recevant des produits de pays lointains, comme l’atteste la découverte d’objets provenant de l’océan Indien, datés du Ve ou VIe siècles (petit Bouddha de bronze, coquillages)[28].

- 581 et 587 : guerres byzantino-avares[29].
- 581 et 587 : incursions des Vascons en Novempopulanie qu'il contrôlent au début du VIIe siècle[30].

- Crise hydrologique en Europe. Climat très humide[31].
- Abandon de villages côtiers à cause des inondations sur les côtes de la mer du Nord, à la suite de la transgression marine commencée au IIIe siècle[32]. Les peuples germaniques privés de terre émigrent vers l’ouest au Ve siècle et s’installent en Gaule et en Angleterre orientale où ils fondent des royaumes[33] comme le Kent, le Sussex, le Wessex, l'Essex, la Northumbrie, l'Est-Anglie ou la Mercie. Les royaumes Bretons insulaires résistent aux Angles et au Saxons au Nord et à l’Ouest de l’île comme le Strathclyde (sud de l’Écosse, nord de l’Angleterre), le pays de Galles et les Cornouailles[34]. Cette résistance est à l’origine du cycle légendaire du roi Arthur. Sa légende s’implante également en Armorique, terre d’immigration pour les Bretons. Le chaudron d’abondance, les objets merveilleux, les héros et leurs aventures sont des thèmes celtiques.

- Cultures slaves archaïques de Prague-Korchak (en), Korchak (en) (sud de la rivière Pripyat et du Dniepr au sud du Boug et du Dniestr), Sukow-Dziedzice (en) (sklavinies), Penkovka (en) entre Dniestr inférieur, Boug et Dniepr (Antes selon Jordanès), Kolochin (sud de la Biélorussie actuelle)[35].

- Grégoire de Tours signale la présence de communautés juives à Clermont, à Paris, à Orléans, à Tours, à Bourges, à Bordeaux, à Arles et à Marseille, où ils se réfugient quand on les persécute[36]. Il y a des synagogues à Paris et à Orléans au VIe siècle[37].

## Personnages significatifs
- Philosophie :
  - Isidore de Séville, évêque du royaume des Wisigoths (Espagne), homme le plus savant de cette époque, dont l'œuvre sera lue et étudiée pendant tout le Moyen Âge.
  - Boèce (470-525), philosophe latin, fondateur du quadrivium dans les arts libéraux.
  - Cassiodore (485-580), auteur des Institutiones, a structuré les arts libéraux.

- Politique :
  - Justinien (483-565), empereur byzantin.
  - Clothaire Ier (511-561), roi des Francs
  - Totila l'immortel (510-552), roi ostrogoth d'Italie
  - Bélisaire (500-565), généralissime des armées de l'Empire d'Orient

- Religion :
  - Grégoire le Grand (Vers 540-604), saint, patriarche de Rome.
  - Isidore de Séville (Vers 565-636), saint, évêque de Séville.
  - Grégoire de Tours (538-594), évêque de Tours, historien.
  - Germain de Paris (Vers 500-576), saint, évêque de Paris.
  - Benoît de Nursie (Vers 485-547), saint, fondateur de l'ordre des Bénédictins.
  - Césaire d'Arles (Vers 470-542), saint, évêque d’Arles.
  - Colomba d'Iona (Vers 520-597), saint, fondateur du monastère d’Iona.
  - Sévère d'Antioche (Vers 465-538), saint, patriarche d'Antioche.
  - Radegonde de Poitiers (Vers 520-587), sainte, fondatrice de l'abbaye Sainte-Croix de Poitiers.
  - Euloge d'Alexandrie (Vers 540-608), saint, patriarche d'Alexandrie.
  - Colomban de Luxeuil (543-615), moine irlandais.
  - Vaast d'Arras (Vers 450-540), saint, évêque d'Arras.
  - Mahomet (Vers 570-632), chef religieux, politique et militaire arabe. Fondateur de l'islam.